# Celtic Park (1888-1892)
Le Celtic Park était un terrain de football à Glasgow, en Écosse. C'était le premier domicile du Celtic FC de 1888 jusqu'à son déménagement sur le site du nouveau Celtic Park en 1892.

## Histoire
Situé au sud-est de la nécropole orientale dans le district de Parkhead à Glasgow, le premier Celtic Park a été ouvert le 8 mai 1888. Le club avait obtenu un bail sur le site le 13 novembre 1887 et au cours des six mois suivants le Frère Walfrid, fondateur du Celtic, rassembla un groupe important de volontaires irlandais pour construire le terrain. Ils ont érigé une tribune non couverte d’une capacité d’environ 1 000 personnes, aménagé une piste large de 19 pieds autour du terrain (dans le but d’organiser des événements cyclistes). Bien que le terrain ait été construit pour le Celtic, le match d'ouverture du stade le 8 mai 1888 opposait le club d'Edimbourg Hibernian FC et le club de Glasgow Cowlairs FC qui se termina par un match nul 0-0 devant 3000 spectateurs. Hibernian avait accepté de jouer le match d'ouverture afin de tenir une promesse qu'Edward Joseph Hannan, fondateur et manager du club avait faite au Frère Walfrid, le Celtic bénéficia des entrées. Le premier match du Celtic sur le terrain a eu lieu le 28 mai 1888 contre les Rangers FC, les locaux ont remporté la rencontre 5-2 devant 5 000 spectateurs. 
En 1890, le Celtic est un des membres fondateurs de la Scottish Football League (SFL). Lors du match d'ouverture de la première saison du championnat, le Celtic a joué contre Renton FC au Celtic Park, les visiteurs ont gagné 4 à 1 devant une foule de 10 000 personnes. Le terrain a accueilli le 28 mars 1891 un match international entre l’Écosse et l’Irlande lors du British Home Championship de 1890-1891 qui s'est soldé par une victoire 2 à 1 pour l'Écosse. Le record de fréquentation pour un match de championnat au Celtic Park a été de 15 000 spectateurs pour un match contre les Hearts le 17 octobre 1891, le Celtic gagnant 3-1. 
En 1892, le Celtic décida de quitter le terrain après que le propriétaire eut augmenté le loyer annuel de 50 £ à 450 £. Le club s'est déplacé un peu plus loin sur un nouveau terrain, également appelé Celtic Park. Le dernier match de championnat au Celtic Park original a eu lieu le 14 mai 1892, avec une victoire 2 à 0 sur Leith Athletic FC. Après le match de Renton (dont le résultat avait été effacé lorsque Renton avait été expulsé du SFL quelques semaines après le début de la saison), le Celtic n'avait plus perdu de match de championnat. Le site a ensuite été utilisé pour des logements.